# AfD Nordrhein-Westfalen
Die AfD Nordrhein-Westfalen ist der Landesverband der rechtspopulistischen und rechtsextremen Partei Alternative für Deutschland (AfD) in Nordrhein-Westfalen. Der Landesverband wird seit dem 7. Februar 2022 von Martin Vincentz geleitet. Mit dem früheren Co-Landesvorsitzenden Marcus Pretzell als Spitzenkandidaten trat die Landespartei erstmals zur Landtagswahl 2017 an und zog daraufhin in den Landtag von Nordrhein-Westfalen ein. Zur Bundestagswahl 2017 trat die AfD in NRW mit dem früheren Co-Landesvorsitzenden Martin Renner als Spitzenkandidaten an und zog mit einer 15-köpfigen Landesgruppe erstmals in den 19. Deutschen Bundestag ein.

## Geschichte
Der Landesverband der AfD Nordrhein-Westfalen wurde am 12. April 2013 in Rommerskirchen gegründet. Sprecher der Partei (entspricht einem Vorsitzenden) wurde Alexander Dilger, blieb dies jedoch nur bis zum Monatswechsel November/Dezember 2013. Nachfolger als Vorstandssprecher wurde Jörg Burger. Für nur kurze Zeit, nämlich von April 2014 bis Juni 2014, war Hermann Behrendt Sprecher. Im Juni 2014 wurde dann Marcus Pretzell Landesvorsitzender, seit August 2015 teilte er sich dieses Amt mit Martin Renner.
Bei der Bundestagswahl am 22. September 2013 erreichte die AfD in Nordrhein-Westfalen 3,9 Prozent. Bei den Kommunalwahlen in Nordrhein-Westfalen am 25. Mai 2014 erzielte die AfD auf der Ebene der Kreise und kreisfreien Städte insgesamt 2,5 Prozent und konnte in eine Reihe von Stadträten und Kreistagen einziehen. Bei der ebenfalls am 25. Mai 2014 stattfindenden Europawahl kam die AfD in Nordrhein-Westfalen auf 5,4 Prozent. Bei der Landtagswahl 2017 bekam die AfD 626.756 Zweitstimmen (7,4 Prozent) und holte damit 16 Mandate.
Im Dezember 2017 wurden Thomas Röckemann und Helmut Seifen zu Vorsitzenden gewählt. Ab 2019 kam es zu einem zunehmenden Richtungsstreit zwischen Mitgliedern um den als gemäßigt geltende Co-Vorsitzenden Helmut Seifen und seinem dem völkisch-nationalen Flügel zugerechneten Kollegen Thomas Röckemann. Auf einem Sonderparteitag im Juli 2019 erreichten mehrere Anträge auf die Abwahl der jeweils anderen Fraktion nicht die notwendige Zweidrittelmehrheit der rund 500 Delegierten. Daraufhin traten der Vorsitzende Helmut Seifen und acht weitere Landesvorstandsmitglieder des 12-köpfigen Gremiums zurück. In den folgenden Monaten war Röckemann alleiniger Landesvorsitzender. Im Oktober 2019 unterlag er bei einer Neuwahl mit 215 von 540 Stimmen Rüdiger Lucassen, der 321 Stimmen erhielt und den Landesverband bis Februar 2022 als alleiniger Vorsitzender führte. Am 5./6. Februar beim 19. Landesparteitag in Siegen, löste Martin Vincentz den vorherigen Landessprecher Rüdiger Lucassen ab, der aus persönlichen Gründen nicht mehr kandidierte. Beim Landesparteitag am 24./25. Februar 2024 wurde Martin Vincentz im Amt bestätigt.
Der nordrhein-westfälische Innenminister Herbert Reul teilte im Januar 2019 mit, dass der Verfassungsschutz Nordrhein-Westfalen die AfD in NRW wegen Kontakten zur rechtsextremen Szene, etwa zur Identitären Bewegung, und sich daraus ergebenden möglichen extremistischen Bestrebungen überprüft. Im November 2020 wurde mitgeteilt, dass derzeit keine verdichteten Anhaltspunkte für den Verdacht extremistischer Bestrebungen vorlägen und auch Ansätze einer parteiinternen Einbindung des Flügels in NRW vorerst gescheitert seien. Der Flügel, dem etwa 1.000 Mitglieder zugerechnet werden, sei jedoch erwiesen extremistisch und werde beobachtet.
Die Landesgeschäftsstelle der Partei wurde am 25. Juni 2019 von der Polizei durchsucht. Der AfD-Politiker Guido Reil soll sich eine Wahlkampf-Plakataktion von unbekannten Spendern aus dem Nicht-EU Ausland bezahlt haben lassen, woraufhin die Essener Staatsanwaltschaft diesem Verdacht nachgeht. Im Raum steht, dass die Zuwendungen vom Kassenwart der Partei im Rechenschaftsbericht verschwiegen oder falsch dargestellt wurden.
Anfang 2020 veröffentlichte die AfD Nordrhein-Westfalen ein Malbuch für Kinder mit dem Titel „NRW zum Ausmalen“. Ein Bild zeigte aus einem Schwimmbecken fliehende Badegäste, in dem sich mit Burka verhüllte Frauen und Männer mit großen Ohren und lockigen Haaren mit Knochen darin befinden. Ein Transparent trug den Schriftzug „Wir baden das aus!“ Dieses Bild wurde als kolonialistisch und rassistisch kritisiert. Ein anderes Bild zeigte einen Autokorso, in dem Männer mit Fes um sich schießen. Der Staatsschutz ermittelt nach einer Anzeige wegen des Verdachts der Volksverhetzung. Nach massiver Kritik veröffentlichte die AfD eine Pressemitteilung, in der es hieß, dass im „Kampf gegen die Erfolge der AfD nun auch die Kunst- und Satirefreiheit angegriffen werden“ solle. Fraktionschef Markus Wagner sah die Verantwortung dafür bei „Antifa-Extremisten“. Kurz darauf gab Wagner bekannt, das Heft sei „verfrüht veröffentlicht“ worden, die beauftragte Projektgruppe sei „über das Ziel hinaus gegangen“. Das Projekt werde „sofort und ersatzlos beendet“.
An den Wochenenden 15./16. Mai und 22./23. Mai 2021 hat die AfD in der Siegerlandhalle in Siegen bislang eine Landesliste von zwanzig Personen für die Bundestagswahl 2021 gewählt. Eine weitere Veranstaltung für zusätzliche Listenplätze ist für den 20. Juni 2021 am gleichen Ort geplant. Ende Mai 2021 erklärte der stellvertretende Landessprecher Martin Schiller seinen Austritt aus der Partei, womit auch sein Vorstandsmandet vorzeitig endete. Anfang Juni erklärte Petra Schneider ihren Rücktritt.
Am 5./6. Februar 2022 wurde Martin Vincentz in Siegen neuer Vorsitzender und löste damit den alleinigen Landessprecher Rüdiger Lucassen ab. Bei der Landtagswahl in Nordrhein-Westfalen 2022 verlor die Partei zwei Prozentpunkte und landete bei 5,4 Prozent der Wählerstimmen.
Am 15. April 2023 fand der 20. Landesparteitag in Marl statt. Im Zuge dessen wurde die nach dem Rücktritt des vorherigen Schatzmeisters vakant gewordene Funktion nachgewählt. Vorgeschlagen wurden der bis zu diesem Zeitpunkt stellvertretende Schatzmeister Christian Blex und Uwe Lindackers, der bereits Vorstandsmitglied im Bezirksverband Düsseldorf ist. Die Delegierten wählten mehrheitlich Blex, Lindackers wurde in der darauf folgenden Wahl stellvertretender Schatzmeister. Den Landesparteitag eröffneten der Landessprecher Martin Vincentz und die Bundessprecherin Alice Weidel. Der Parteitag verlief insgesamt ruhig und unspektakulär, da es hauptsächlich um Satzungsänderungen ging.

## Organisation

### Landesparteitag
Höchstes Parteiorgan ist der Landesparteitag. Er berät und beschließt über grundsätzliche politische und organisatorische Fragen des Landesverbands, insbesondere über das Wahlprogramm
und die Landessatzung, und wählt für zwei Jahre den Landesvorstand, die Rechnungsprüfer und das Landesschiedsgericht. Dieses entscheidet über parteiinterne Streitigkeiten und kann Mitglieder ausschließen. Der Parteitag findet als Vertreterversammlung (Delegiertenparteitag) statt. Die Kreisverbände entsenden dazu je zehn Mitglieder einen stimmberechtigten Delegierten.
| Nr.                                       | Datum                                     | Ort                          | Landesvorsitzende(r)           | Wahlergebnis  | Thema |  |
| ----------------------------------------- | ----------------------------------------- | ---------------------------- | ------------------------------ | ------------- | --- |  |
| 1. Landesparteitag                        | 12. April 2013                            | Rommerskirchen               | Alexander Dilger               |               | Gründung des Landesverbandes; Wahl des Landesvorstands |  |
| 2. Landesparteitag/ Landeswahlversammlung | 4./5. Mai 2013                            | Schmallenberg                |                                |               | Wahl der Landesliste zur Bundestagswahl 2013 |  |
| 3. Landesparteitag                        | 27. Juli 2013                             | Ratingen                     |                                |               | Nachwahl von Landesvorstandsmitgliedern; Wahl der Delegierten zum Bundesparteitag |  |
| 4. Landesparteitag                        | 30. Nov./1. Dez. 2013                     | Arnsberg                     | Jörg Burger                    |               | Neuwahl des Landesvorstands; Wahl der Delegierten zur Europawahlversammlung |  |
| 5. Landesparteitag                        | 12. Januar 2014                           | Erkrath                      |                                |               | Abarbeitung von Satzungsänderungsanträgen |  |
| 6. Landesparteitag                        | 7./8. Juni 2014                           | Bottrop                      | Marcus Pretzell                | 53,4 %        | Neuwahl des Landesvorstands; Abarbeitung von Satzungsänderungsanträgen |  |
| 7. Landesparteitag                        | 25. Oktober 2014                          | Bottrop                      |                                |               | Nachwahlen für den Landesvorstand; Abarbeitung von Satzungsänderungsanträgen |  |
| 8. Landesparteitag                        | 28. Feb./1. Mär. 2015                     | Kamen                        |                                |               | Diskussion und Abstimmung von programmatischen Anträgen |  |
| 9. Landesparteitag                        | 9. Mai 2015                               | Siegen                       |                                |               | Wahl der Delegierten zum Bundesparteitag |  |
| 10. Landesparteitag                       | 29./30. August 2015                       | Bottrop                      | Marcus Pretzell Martin Renner  | 67,7 % 59,4 % | Neuwahl des Landesvorstandes |  |
| 11. Landesparteitag                       | 15. November 2015                         | Rommerskirchen               |                                |               | Abarbeitung von Satzungsänderungsanträgen; Wahl von Schiedsrichtern und Ersatzschiedsrichtern; Beschluss eines Positionspapiers zu den Themen Migration & Asyl und eines Antrags zum Kooperationsverbot mit bestimmten Parteien und Gruppierungen |  |
| 12. Landesparteitag                       | 2./3. Juli 2016                           | Werl                         |                                |               | Diskussion des Wahlprogramms für die Landtagswahl 2017 |  |
| Landeswahlversammlung                     | 3./4./10./11. Sept. 2016                  | Soest/Werl                   |                                |               | Wahl der Landesliste zur Landtagswahl 2017 |  |
| Landeswahlversammlung                     | 26./27. Nov. 2016 3./4. Dez. 2016         | Rheda-Wiedenbrück Euskirchen |                                |               | Wahl der Landesliste zur Landtagswahl 2017 |  |
| Landeswahlversammlung                     | 14./15. Januar 2017                       | Euskirchen                   |                                |               | Wahl der Landesliste zur Landtagswahl 2017 |  |
| 13. Landesparteitag                       | 29. Januar 2017                           | Oberhausen                   |                                |               | Verabschiedung des Wahlprogramms für die Landtagswahl |  |
| Landeswahlversammlung                     | 25./26. Feb. 2017 4./5./11./12. Mär. 2017 | Essen Troisdorf/Euskirchen   |                                |               | Wahl der Landesliste zur Bundestagswahl 2017 |  |
| 14. Landesparteitag                       | 9./10. Dezember 2017                      | Kalkar                       | Thomas Röckemann Helmut Seifen | 52,6 % 57,3 % | Neuwahl des Landesvorstands |  |
| 15. Landesparteitag                       | 10. Juni 2018                             | Kalkar                       |                                |               | Änderungen der Landessatzung |  |
| 16. Landesparteitag                       | 6. Juli 2019                              | Warburg                      |                                |               | Rücktritt von neun Mitgliedern des Landesvorstandes |  |
| 17. Landesparteitag                       | 5. Oktober 2019                           | Kalkar                       | Rüdiger Lucassen               | 59,6 %        | Neuwahl des Landesvorstandes |  |
| 19. Landesparteitag                       | 05./06. Februar 2022                      | Siegen                       | Martin Vincentz                | 63,03 %       | Neuwahl des Landesvorstandes} |  |
| 20. Landesparteitag                       | 15. April 2023                            | Marl                         | Martin Vincentz                |               | Satzungsänderungen Nachwahl Schatzmeister; Nachwahl Stellvertreter |  |

### Landesvorstand
Seit August 2024 setzt sich der Landesvorstand aus folgenden Mitgliedern zusammen
| Landesvorsitzender                                           | Martin Vincentz (MdL)                                                              |
| Stellvertretende Landesvorsitzende                           | Fabian Jacobi (MdB), Kay Gottschalk (MdB),                                         |
| Schatzmeister                                                | Christian Blex (MdL)                                                               |
| Stellvertretende Schatzmeisterin                             | Freya Braun                                                                        |
| Schriftführer                                                | Jürgen Spenrath                                                                    |
| Beisitzer                                                    | Sascha Lensing (MdB), Hans Neuhoff (MdEP), Uwe Detert, Andreas Keith-Volkmer (MdL) |
| MdL = Mitglied des Landtages; MdB = Mitglied des Bundestages |                                                                                    |

### Landesfachausschüsse
Die programmatische Arbeit wird auf Landesebene von einer Landesprogrammkommission und von 14 Landesfachausschüssen (LFA) unterstützt. Die Landesfachausschüsse erarbeiten Konzepte für das Landeswahlprogramm und unterstützen die Bundesprogrammkommission und die Bundesfachausschüsse bei der Ausarbeitung des Parteiprogramms auf Bundesebene.
| Nr.    | Landesfachausschuss                                  | Vorsitzender             |
| ------ | ---------------------------------------------------- | ------------------------ |
| LFA 1  | Außen- und Sicherheitspolitik                        | Hans Neuhoff             |
| LFA 2  | Finanzen, Währung und Steuern                        | Peter Frielinghausen     |
| LFA 3  | Wirtschaft und Digitalisierung                       | Christian Loose          |
| LFA 4  | Familie, Demografie und Gesellschaft                 | Sybille d´Aram de Valada |
| LFA 5  | Inneres, Recht, Justiz und Demokratie                | Sascha Lensing           |
| LFA 6  | Kultur und Medien                                    | Renate Zillessen         |
| LFA 7  | Umwelt, Landwirtschaft, Natur- und Verbraucherschutz | Kay Rohmann              |
| LFA 8  | Gesundheit und Sport                                 | Frank Schnaack           |
| LFA 9  | Schule und Bildung                                   | Helmut Seifen            |
| LFA 10 | Energie, Wissenschaft und Forschung                  | Helmut Waniczek          |
| LFA 11 | Arbeit und Soziales                                  | Michael Nickel           |
| LFA 12 | Zuwanderung, Asyl, Integration und Rückführung       | Maik Klaus               |
| LFA 13 | Verkehr und Infrastruktur                            | Peter Morawietz          |
| LFA 14 | Heimat, Kommunales, Bauen und Wohnen                 | Peter Lipa               |

### Bezirksverbände
Die AfD Nordrhein-Westfalen gliedert sich in fünf Bezirksverbände, die sich wiederum in insgesamt 54 Kreis- und Stadtverbände untergliedern.
| Bezirksverband              | Vorsitzende(r)   | Sitz          | Kreis- und Stadtverbände |
| --------------------------- | ---------------- | ------------- | --- |
| Bezirksverband Arnsberg     | Christian Zaum   | Düsseldorf    | Bochum, Dortmund, Ennepe-Ruhr, Hagen, Hamm, Herne, Hochsauerlandkreis, Märkischer Kreis, Olpe, Siegen-Wittgenstein, Soest, Unna                                         |
| Bezirksverband Ostwestfalen | Thomas Röckemann | Harsewinkel   | Bielefeld, Gütersloh, Herford, Höxter, Lippe, Paderborn, Minden-Lübbecke                                                                                                |
| Bezirksverband Düsseldorf   | Dominic Fiedler  | Düsseldorf    | Düsseldorf, Duisburg, Essen, Krefeld, Kleve, Mettmann, Viersen, Wesel, Mönchengladbach, Mülheim, Oberhausen, Remscheid, Rhein-Kreis Neuss, Solingen, Wuppertal          |
| Bezirksverband Köln         | Jochen Haug      | Aachen        | Aachen, Aachen Städteregion, Bonn, Düren, Euskirchen, Heinsberg, Köln, Leverkusen, Oberbergischer Kreis, Rhein-Erft Kreis, Rhein-Sieg Kreis, Rheinisch-Bergischer Kreis |
| Bezirksverband Münster      | Florian Elixmann | Gelsenkirchen | Borken, Bottrop, Münster, Steinfurt, Warendorf, Coesfeld, Recklinghausen, Gelsenkirchen                                                                                 |

### Parteivorsitzende
| Parteivorsitzende(r)                              | Amtszeit                     |
| ------------------------------------------------- | ---------------------------- |
| Alexander Dilger                                  | April 2013 – Dezember 2013   |
| Jörg Burger                                       | Dezember 2013 – März 2014    |
| Hermann Behrendt (kommissarisch)                  | März 2014 – Juni 2014        |
| Marcus Pretzell                                   | Juni 2014 – August 2015      |
| Marcus Pretzell (bis Oktober 2017), Martin Renner | August 2015 – Dezember 2017  |
| Thomas Röckemann, Helmut Seifen (bis Juli 2019)   | Dezember 2017 – Oktober 2019 |
| Rüdiger Lucassen                                  | Oktober 2019 – Februar 2022  |
| Martin Vincentz                                   | seit Februar 2022            |

### Fraktionsvorsitzende
| Fraktionsvorsitzender | Amtszeit                |
| --------------------- | ----------------------- |
| Marcus Pretzell       | Mai 2017 – Oktober 2017 |
| Markus Wagner         | Oktober 2017 – Mai 2022 |
| Martin Vincentz       | seit Mai 2022           |

### Junge Alternative NRW
Die Junge Alternative NRW ist der landesweit tätige Jugendverband der AfD Nordrhein-Westfalen.

## Wahlen

### Wahlergebnisse bei Landtagswahlen
| Landtagswahlen | Landtagswahlen | Landtagswahlen | Landtagswahlen | Landtagswahlen | Landtagswahlen | Landtagswahlen  |
| Jahr           | Stimmenanzahl  | Stimmenanteil  | Direktmandate  | Sitze          | Platz          | Spitzenkandidat |
| -------------- | -------------- | -------------- | -------------- | -------------- | -------------- | --------------- |
| 2017           | 626.756        | 7,4 %          | 0/128          | 16/199         | 4              | Marcus Pretzell |
| 2022           | 388.893        | 5,4 %          | 0/128          | 12/195         | 5              | Markus Wagner   |

### Wahlergebnisse bei Bundestagswahlen
| Bundestagswahlen | Bundestagswahlen | Bundestagswahlen | Bundestagswahlen | Bundestagswahlen | Bundestagswahlen | Bundestagswahlen |
| Jahr             | Stimmenanzahl    | Stimmenanteil    | Direktmandate    | Sitze            | Platz            | Spitzenkandidat  |
| ---------------- | ---------------- | ---------------- | ---------------- | ---------------- | ---------------- | ---------------- |
| 2013             | 372.258          | 3,9 %            | 0/64             | 0/138            | 6                | Alexander Dilger |
| 2017             | 928.425          | 9,4 %            | 0/64             | 15/142           | 4                | Martin Renner    |
| 2021             | 705.020          | 7,3 %            | 0/64             | 12/155           | 5                | Rüdiger Lucassen |
| 2025             | 1.769.822        | 16,8 %           | 0/64             | 26/136           | 3                | Kay Gottschalk   |

### Wahlergebnisse bei Europawahlen
| Europawahlen | Europawahlen  | Europawahlen  |
| Jahr         | Stimmenanzahl | Stimmenanteil |
| ------------ | ------------- | ------------- |
| 2014         | 369.724       | 5,4 %         |
| 2019         | 682.400       | 8,5 %         |
| 2024         | 1.049.639     | 12,6 %        |

## Landtagsfraktion
Die AfD ist seit der Landtagswahl 2022 mit zwölf Mitgliedern im Düsseldorfer Landtag vertreten.

## Landesgruppe im Deutschen Bundestag

### 2017–2021
Die Landesliste zur Bundestagswahl 2017 wurde auf drei jeweils zweitägigen Parteitagen am 25./26. Februar 2017 in Essen, am 4./5. März in Troisdorf und am 11./12. März in Euskirchen aufgestellt. Die Landespartei zog mit 15 Abgeordneten in den Deutschen Bundestag ein, von denen nach dem Austritt von Mario Mieruch und Uwe Kamann 13 Abgeordnete Teil der AfD-Bundestagsfraktion waren:
| Abgeordnete(r)             | Einzug über    | Funktionen / Mitgliedschaften                                                        |
| -------------------------- | -------------- | ------------------------------------------------------------------------------------ |
| Michael Espendiller        | Listenplatz 10 |                                                                                      |
| Kay Gottschalk             | Listenplatz 4  |                                                                                      |
| Berengar Elsner von Gronow | Listenplatz 15 |                                                                                      |
| Roland Hartwig             | Listenplatz 14 | Sprecher der Landesgruppe; Stellvertretender Vorsitzender der AfD-Bundestagsfraktion |
| Jochen Haug                | Listenplatz 2  |                                                                                      |
| Udo Hemmelgarn             | Listenplatz 8  |                                                                                      |
| Fabian Jacobi              | Listenplatz 6  | Stellvertretender Landesvorsitzender                                                 |
| Stefan Keuter              | Listenplatz 11 |                                                                                      |
| Rüdiger Lucassen           | Listenplatz 7  | Stellvertretender Sprecher der Landesgruppe                                          |
| Martin Renner              | Listenplatz 1  |                                                                                      |
| Jörg Schneider             | Listenplatz 5  |                                                                                      |
| Harald Weyel               | Listenplatz 3  |                                                                                      |
| Uwe Witt                   | Listenplatz 13 |                                                                                      |

Vor Ende der Legislaturperiode aus der AfD-Fraktion ausgetretene Mitglieder
- Mario Mieruch (Einzug über Listenplatz 12; stellvertretender Landesvorsitzender; Austritt aus der AfD-Bundestagsfraktion am 4. Oktober 2017)
- Uwe Kamann (Einzug über Listenplatz 9; Austritt aus der AfD-Bundestagsfraktion am 17. Dezember 2018)

### 2021–2025
Die Landespartei zog mit 12 Abgeordneten in den Deutschen Bundestag ein, von denen nach dem sofortigen Ausschluss zu Beginn der Wahlperiode von Matthias Helferich 11 Abgeordnete ein Teil der AfD-Bundestagsfraktion sind:
| Abgeordnete(r)      | Einzug über    | Funktionen / Mitgliedschaften |
| ------------------- | -------------- | ----------------------------- |
| Roger Beckamp       | Listenplatz 8  |                               |
| Michael Espendiller | Listenplatz 6  | Sprecher der Landesgruppe NRW |
| Kay Gottschalk      | Listenplatz 2  |                               |
| Jochen Haug         | Listenplatz 11 |                               |
| Fabian Jacobi       | Listenplatz 3  |                               |
| Stefan Keuter       | Listenplatz 12 |                               |
| Rüdiger Lucassen    | Listenplatz 1  |                               |
| Martin Renner       | Listenplatz 4  |                               |
| Eugen Schmidt       | Listenplatz 10 |                               |
| Jörg Schneider      | Listenplatz 5  |                               |
| Harald Weyel        | Listenplatz 9  |                               |

Über die AfD-Liste gewählt, aber nicht in die Fraktion eingetreten
- Matthias Helferich (Einzug über Listenplatz 7)

### Seit 2025
Die Landespartei zog mit 26 Abgeordneten in den Deutschen Bundestag ein:
| Abgeordnete(r)        | Einzug über    | Funktionen / Mitgliedschaften |
| --------------------- | -------------- | ----------------------------- |
| Kay Gottschalk        | Listenplatz 1  |                               |
| Fabian Jacobi         | Listenplatz 2  |                               |
| Michael Espendiller   | Listenplatz 3  |                               |
| Martin Renner         | Listenplatz 4  |                               |
| Rüdiger Lucassen      | Listenplatz 5  |                               |
| Matthias Helferich    | Listenplatz 6  |                               |
| Sascha Lensing        | Listenplatz 7  |                               |
| Tobias Ebenberger     | Listenplatz 8  |                               |
| Jochen Haug           | Listenplatz 9  |                               |
| Christian Zaum        | Listenplatz 10 |                               |
| Anna Labitzke Rathert | Listenplatz 11 |                               |
| Stefan Keuter         | Listenplatz 12 |                               |
| Daniel Zerbin         | Listenplatz 13 |                               |
| Markus Matzerath      | Listenplatz 14 |                               |
| Maximilian Kneller    | Listenplatz 15 |                               |
| Knuth Meyer-Soltau    | Listenplatz 16 |                               |
| Udo Hemmelgarn        | Listenplatz 17 |                               |
| Hauke Finger          | Listenplatz 18 |                               |
| Otto Strauß           | Listenplatz 19 |                               |
| Peter Bohnhof         | Listenplatz 20 |                               |
| Ulrich von Zons       | Listenplatz 21 |                               |
| Denis Pauli           | Listenplatz 22 |                               |
| Adam Balten           | Listenplatz 23 |                               |
| Manuel Krauthausen    | Listenplatz 24 |                               |
| Georg Schroeter       | Listenplatz 25 |                               |
| Christian Wirth       | Listenplatz 26 |                               |